# Thomas Fabbiano
Thomas Fabbiano (født 26. maj 1989 i Grottaglie, Italien) er en professionel mandlig tennisspiller fra Italien.